# فأرية
فأرية (الاسم العلمي: Muridae) هي فصيلة من الحيوانات الثديية تتبع رتبة القوارض من طائفة الثدييات.	
من أكبر فصائل الثدييات، تشمل أكثر من 1100 نوع. وهي تضم الجرذان والفئران واليرابيع Gerbil.

## أسر غير منقرضة
- جرذاوات قطنية (الاسم العلمي: Sigmodontinae)
- قداداوات فأرية (الاسم العلمي: Calomyscinae)
- قداديات (الاسم العلمي: Cricetinae)
- فولات (الاسم العلمي: Arvicolinae)
- جرذان لبدية (الاسم العلمي: Lophiomyinae)
- جرذان مدغشقرية (الاسم العلمي: Nesomyinae)
- جرذان جيبية أفريقية (الاسم العلمي: Cricetomyinae)
- فئران ديلانية (الاسم العلمي: Delanymyinae)
- جرذان بيضاء الذيل (الاسم العلمي: Mystromyinae)
- فئران الصخور (الاسم العلمي: Petromyscinae)
- عضلاوات (الاسم العلمي: Gerbillinae)
- فئران متسلقة أفريقية (الاسم العلمي: Dendromurinae)
- زغباوات شوكية (الاسم العلمي: Platacanthomyinae)
- زكوراوت (الاسم العلمي: Myospalacinae)
- جرذان خلدية عمياء (الاسم العلمي: Spalacinae)
- جرذان خلدية أفريقية (الاسم العلمي: Rhizomyinae)
- فئران العالم القديم (الاسم العلمي: Murinae)

## أسر منقرضة
- (الاسم العلمي: †Cricetopinae)
- (الاسم العلمي: †Eumyinae)
- (الاسم العلمي: †Paracricetodontinae)
- (الاسم العلمي: †Melissiodontinae)
- (الاسم العلمي: †Tachyoryctoidinae)
- (الاسم العلمي: †Microtoscoptinae)
- (الاسم العلمي: †Baranomyinae)
- (الاسم العلمي: †Trilophomyinae)
- (الاسم العلمي: †Gobicricetodontinae)
- (الاسم العلمي: †Cricetodontinae)
- (الاسم العلمي: †Afrocricetodontinae)
- (الاسم العلمي: †Anomalomyinae)

## أجناس منقرضة
- (الاسم العلمي: †Pappocricetodon)
- (الاسم العلمي: †Selenomys)
- (الاسم العلمي: †Potwarmus)
- (الاسم العلمي: †Leakeymys)
- (الاسم العلمي: †Blancomys)
- (الاسم العلمي: †Epimeriones)